# WWE麗人冠軍
WWE麗人冠軍（英語：WWE Divas Championship），是隸屬於世界摔角娛樂的一女子冠軍項目。它成立於2008年，為時任WWE SmackDown總經理薇琪·葛雷洛替代WWE女子冠軍的冠軍項目。蜜雪兒·麥庫爾在迎頭痛擊2008擊敗了娜塔莉雅，成為了首屆WWE女子冠軍。而在2005年世界摔角娛樂選秀，在瑪麗斯·烏埃勒被指定到Raw品牌後，她擊敗了蜜雪兒·麥庫爾成為WWE麗人冠軍。蜜雪兒·麥庫爾擊敗梅蓮娜·裴瑞茲成為WWE女子冠軍後，她進而在2010年9月19日舉行的冠軍之夜擊敗了當時WWE麗人冠軍梅蓮娜·裴瑞茲，並且統一了兩個女子冠軍項目，稱為WWE統一麗人冠軍。
然而在2016年的摔角狂熱上，由WWE名人堂女子選手麗塔宣布此冠軍腰帶將被舊有的WWE女子冠軍頭銜而取代，並且是全新的腰帶設計，勝利者將從當晚女子選手三方威脅戰的勝利者能贏得，最後，由夏洛特·福萊爾獲勝，並成功衛冕前冠軍腰帶之記錄天數，成為史上第一位全新女子冠軍保持者。

## 歷史

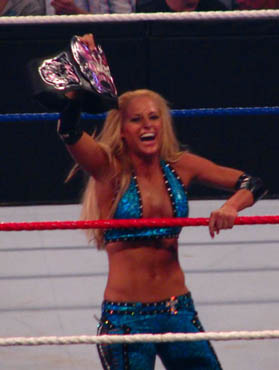
首任WWE麗人冠軍蜜雪兒·麥庫爾

隨著第一次世界摔角娛樂聯盟延伸，選手們隨之指定到不同的品牌中。2002年，WWE女子冠軍原本是共同隸屬於兩個品牌。然而，同年的某個時候，WWE女子冠軍專門隸屬於Raw品牌。此後，僅有Raw品牌的麗人選手能夠爭奪WWE女子冠軍，SmackDown品牌的麗人選手則無法爭奪WWE女子冠軍。然而，有幾個SmackDown品牌的麗人選手像是梅蓮娜·裴瑞茲、艾希莉·馬薩羅、托瑞·威爾遜、妮狄雅·吉那德曾經挑戰過，但全都失敗。
這樣的結果，導致了世界摔角娛樂創立了WWE麗人冠軍，並在2008年6月6日播出的SmackDown，由時任SmackDown總經理薇琪·葛雷洛宣布成立。而冠軍腰帶則是在2008年7月4日播出的SmackDown正式亮相。在經過重重的資格賽及淘汰賽後，最終由蜜雪兒·麥庫爾擊敗了娜塔莉雅，成為了首屆WWE麗人冠軍。2008年12月，在瑪麗斯·烏埃勒擊敗了蜜雪兒·麥庫爾成為WWE麗人冠軍後的那個月，她在現場活動的時候膝蓋脫臼了。而她也像崔栩·史嫥特斯在2005年為WWE女子冠軍因為椎間盤凸出被剝奪冠軍頭銜一樣，失去了WWE麗人冠軍頭銜，但是她仍保有冠軍資格，只要她最晚於2009年1月以前回歸就可以恢復她的冠軍頭銜。作為2005年世界摔角娛樂選秀的一部分，因為時任WWE麗人冠軍瑪麗斯·烏埃勒被交易到Raw品牌，WWE麗人冠軍成為專門隸屬於Raw品牌的冠軍項目。
2010年8月30日，世界摔角娛樂在Raw宣布WWE麗人冠軍與WWE女子冠軍將在冠軍之夜舉行統一冠軍賽。而這樣的情況，使得WWE統一麗人冠軍共同隸屬於兩個品牌，直到2011年結束品牌延伸後，這個情況變成永久性的。
2016年4月3日，宣布由WWE麗人冠軍被WWE女子冠軍取而代之。

## 記錄

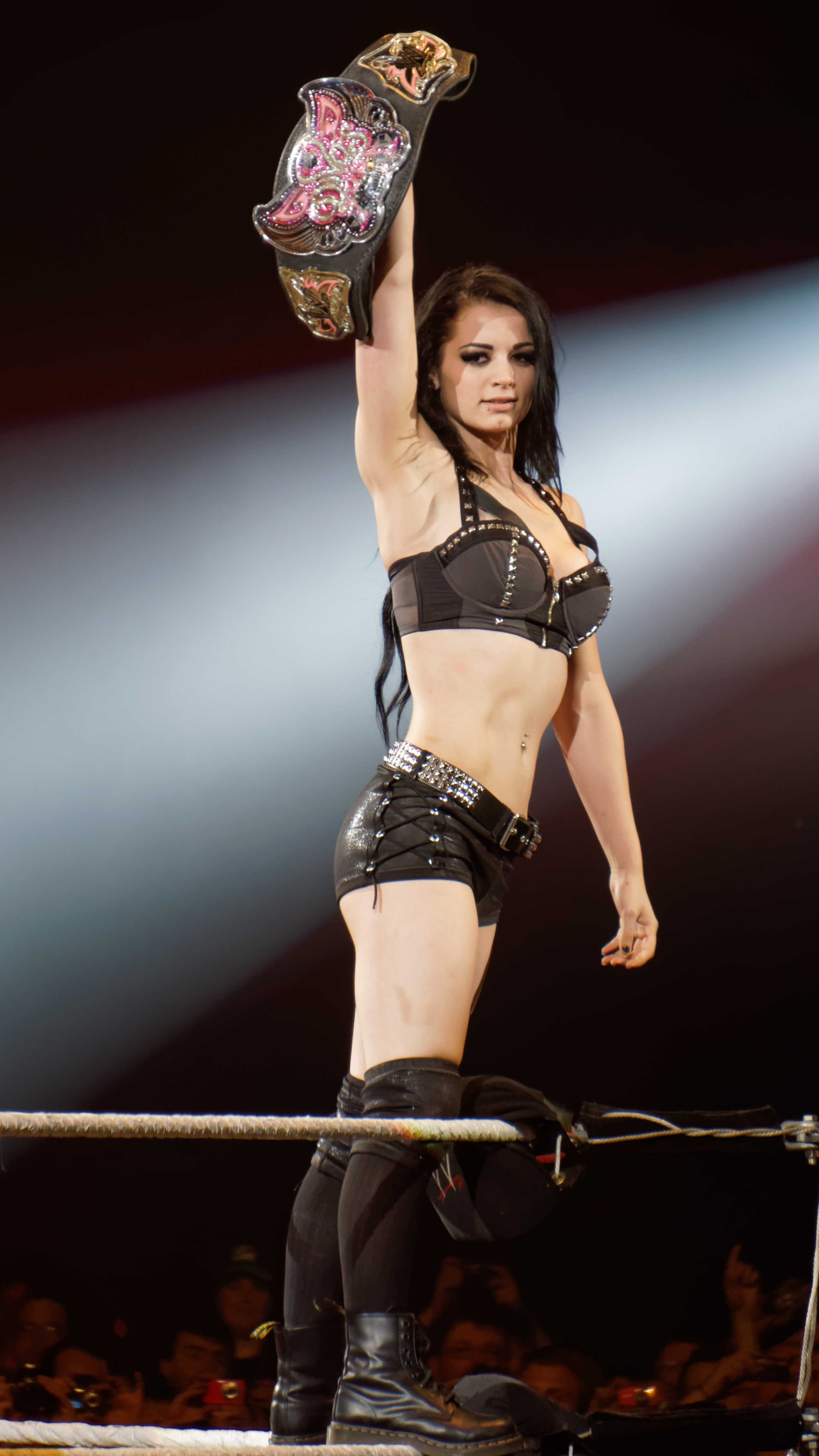
WWE麗人冠軍年輕保持人佩姬

WWE麗人冠軍的首任冠軍，是2008年獲勝的蜜雪兒·麥庫爾，而曾有18位選手成為WWE麗人冠軍。WWE麗人冠軍的最長連任時間保持人是妮基·貝拉，其記錄從2014年11月23日到2015年9月19日，共計301天。WWE麗人冠軍的最短連任時間保持人是吉莉安·霍爾，其記錄為5分鐘。WWE麗人冠軍的最年長冠軍王者是34歲的蕾拉·埃爾，最年輕冠軍王者是21歲的佩姬。WWE麗人冠軍的最多勝利次數保持人是伊芙·朵芮絲和AJ·李，其記錄為3次。

## 外部連結
- WWE麗人冠軍官方歷史 （页面存档备份，存于）
- 维基共享资源上的相關多媒體資源：WWE麗人冠軍